# Louise Jones (femme politique)
Louise Elizabeth Jones est une femme politique britannique, membre du Parti travailliste. Elle est députée du North East Derbyshire depuis 2024. Elle remporte le siège face à Lee Rowley, un conservateur. 
Jones est une ancienne officière de l'Intelligence Corps et une vétéran de la guerre en Afghanistan.